# Breiðablik
En la mitología nórdica, Breiðablik (a menudo escrito como Breidablik, en nórdico antiguo: vasto esplendor) es el hogar de Baldr, que vive allí junto a su esposa Nanna. Era el séptimo de los doce lugares principales de Asgard. Se menciona en el libro Gylfaginning y el poema Grímnismál (estrofa 12).
La característica más sobresaliente de Breiðablik era su techo de oro, que pendía de columnas de plata maciza. El palacio en sí era una larga extensión vacía y sin embargo pura. Se dice que nada malo, falso u oscuro podía atravesar su puerta.